# Coto de las Canteras
El Coto de las Canteras es una antigua cantera ubicada en Osuna, Provincia de Sevilla, Andalucía, España, desde donde se han extraído sillares de piedra desde hace milenios. Actualmente es de propiedad privada y está abierto al público, siendo conocido como la Petra de Andalucía, tal y como la describió por primera vez Mario Vargas Llosa.

## Historia
Esta cantera ha sido utilizada desde tiempo de los íberos en el siglo V antes de Cristo, albergando restos de otras civilizaciones como la romana o los andalusíes. A pesar de que se mantuvo en funcionamiento durante muchos siglos, su actividad comenzó a decaer en la década de 1960. En 1999, se estaba utilizando el Coto para echar los restos de escombros, hasta que el particular Jesús Ramos decidió adquirir los terrenos para su recuperación y apertura al público. En 2004, el escultor local Francisco Valdivia Gómez es contratado para realizar una serie de esculturas y relieves replicando obras íberas tanto en el exterior como en el interior de las canteras.
En el Coto se realizan a menudo conciertos de artistas como Antonio Orozco, Raphael o José Mercé, en el que es el auditorio natural y techado más antiguo y grande de España. Su interior siempre se encuentra a una temperatura de 22 grados.

## Esculturas y relieves
Todas las esculturas y relieves fueron realizados por el artista local Francisco Valdivia Gómez entre 2004 y 2006.
El relieve de la fachada principal, que representan dos tocadores de cuerna, replica la escultura íbera Cornicen de Osuna, que se encuentra actualmente en el Museo Arqueológico Nacional de Madrid. El escudo entre los dos tocadores está basado en el escudo de Osuna, dos osos encadenados sujetando a las mismas canteras y un grifo sobre ellos.
En el exterior se halla la escultura del carnero, que está basada en el Prótomo íbero de carnero de Osuna. Asimismo, la escultura del león íbero fue creada tras tallar una piedra caída fruto de un desprendimiento; el propietario quería realizar un monumento al molino de aceite con ella, pero el escultor finalmente lo convenció para realizar este león en 2006 con un peso de 14.500 kilos. Tiene un gran parecido con el León de Nueva Carteya, ubicado en el Museo Arqueológico de Córdoba.
El interior se encuentra el relieve de la vendimia, con una altura de casi 13 metros, que muestra la recompensa de recoger el fruto tras el esfuerzo. Las dos figuras principales son una mujer embarazada a la izquierda y a la derecha Túbal, último nieto de Noé, que, según la leyenda, sus súbditos fundaron Osuna. El tronco de la parra está quebrado, como si fuera un rayo, símbolo de la potencia. A los laterales se encuentran representadas varias escenas como el diluvio universal, el indalo de Almería o unicornios. Finalmente, en la parte superior se encuentran los escudos de los apellidos Ramos y Lobo, apellidos del matrimonio propietario. La pieza al completo está inspirada en el libro Fortaleza íbera en Osuna de Arthur Engel y Pierre Paris de 1906.